# Gabriel (film 2007)
Gabriel – australijski film akcji z roku 2007 opowiadający o walce aniołów z demonami. Jego akcja dzieje się w czyśćcu. 

## Opis fabuły
Archanioł Gabriel, jeden z siedmiu archaniołów, został wysłany do czyśćca w celu wskazania ludziom drogi i przywrócenia światła, oraz pokonania sześciu upadłych, kontrolujących czyściec. Dowiaduje się również, co się stało z jego poprzednikami.

## Obsada
- Andy Whitfield - Gabriel[2]
- Dwaine Stevenson - Samael
- Samantha Noble - Jade/Amitiel
- Erika Heynatz - Lilith
- Michael Piccirilli - Asmodeusz
- Jack Campbell - Rafał